# Judy Blumberg
Judith Ann Blumberg, detta Judy (Santa Monica, 13 settembre 1957), è un'ex danzatrice su ghiaccio statunitense.
Con il suo partner Michael Seibert ha preso parte a due edizioni dei Giochi olimpici invernali (1980 e 1984) ed ha conquistato tre medaglie a livello mondiale, tutte di bronzo.

## Palmarès
Con Seibert
| Internazionali            | Internazionali | Internazionali | Internazionali | Internazionali | Internazionali | Internazionali | Internazionali |
| Evento                    | 1978–79        | 1979–80        | 1980–81        | 1981–82        | 1982–83        | 1983–84        | 1984–85        |
| ------------------------- | -------------- | -------------- | -------------- | -------------- | -------------- | -------------- | -------------- |
| Giochi olimpici invernali |                | 7°             |                |                |                | 4°             |                |
| Campionati mondiali       |                | 6°             | 4°             | 4°             | 3°             | 3°             | 3°             |
| Skate America             |                | 4°             |                | 1°             |                |                |                |
| Skate Canada              |                |                | 1°             |                |                |                |                |
| Nazionali                 |                |                |                |                |                |                |                |
| Campionati statunitensi   | 3°             | 2°             | 1°             | 1°             | 1°             | 1°             | 1°             |